# Жилой дом работников МГБ
Бы́вший жило́й дом рабо́тников Министе́рства госуда́рственной безопа́сности СССР — здание в Москве на улице Земляной Вал, построенное в 1946—1949 годах. За проект дома архитектор Евгений Рыбицкий в 1949-м был награждён Сталинской премией третьей степени, однако уже в 1952 году из-за выразительного декора и высокой стоимости дом начал подвергаться критике, а в 1955-м Рыбицкий был лишён премии «за излишества в проектировании».

## История
Здание было построено по заказу Министерства государственной безопасности (МГБ) СССР, руководить проектом пригласили архитектора Евгения Рыбицкого. По детальности проработки и количеству архитектурных элементов декора здание в те годы не имело равных и было признано шедевром сталинского ампира. Фасад стилистически делится на четыре горизонтальных слоя: тёмный цоколь из красного гранита, рельефный первый уровень серо-вишнёвого цвета, над ними — два участка светлого камня. Венчает композицию галерея с башенками по всему периметру крыши. В вертикальном плане главный фасад делят на три зоны четыре ризалита с оконными проёмами разных форм. Ось симметрии держит треугольный фронтон, с двух сторон примыкающий к бельведерам. Прямо под ним находится арка въездных ворот с кессонированным потолком и узорной чугунной решёткой. Одним из необычных решений фасада стали двухуровневые балконы — за колоннами высоких арок первого ряда скрываются небольшие лоджии. С красной линии улицы, а также с торцов и обратной стороны здание украшают многочисленные колонны, пилястры, аркатурные пояса, рельефная лепнина. Все эти архитектурные приёмы позволили сделать крупное здание высотой в девять этажей и с 33 окнами по фасаду торжественным, но лёгким для восприятия.
В едином ансамбле с домом Рыбицкий спроектировал также двухуровневый закрытый двор и декоративную аркаду, соединяющую его с соседним зданием № 44 и скрывающую стоящую в глубине школу.
При строительстве использовался труд германских военнопленных, даже большую часть материалов взяли из реквизированных запасов. Согласно некоторым источникам, красные гранитные плиты на фасаде здания были приготовлены по приказу Гитлера для изготовления монумента в честь захвата Москвы. Этот же камень использовался для отделки некоторых зданий на Тверской улице. Один из жителей дома вспоминал:
В доме вообще было много трофейного. <...> Сантехника, кафель на кухне и в ванной комнате, выключатели, розетки <...> и великолепный дубовый паркет. Сливные бачки были чуть ли не со свастикой и отличались от наших, фаянсовых, бо́льшим объёмом и малой толщиной стенок...
Квартиры и, соответственно, жильцы дома делились на две категории: сотрудникам МГБ и военным выдавали престижные помещения по 200 м². Значительно меньшие отдавали бывшим фронтовикам — их квартиры по 60 м² соседи называли «дворницкими». В одной из них на третьем этаже долгое время жил сам архитектор Рыбицкий. Балконы на фасаде со стороны Садового кольца опечатывались из-за опасений покушения на Сталина, сохранность печатей регулярно проверял участковый.
В 1950 году Евгений Рыбицкий получил за проект дома Сталинскую премию третьей степени. Два года спустя из-за смены подхода к жилищной застройке начала появляться первая критика проекта, в 1955-м архитектор был лишён награды, а дом стал символом «излишеств» и «ненужных украшательств», которые полностью противоречили курсу на функциональную типовую архитектуру хрущёвской эпохи:

Особенно большие излишества были допущены архитектором Рыбицким в построенном доме по улице Чкалова, для отделки которого применены дорогостоящие материалы, сложные архитектурные украшения и декоративные аркады; при планировке квартир недопустимо завышены площади передних, коридоров и других вспомогательных помещений. Стоимость одного квадратного метра жилой площади в этом доме составляет 3400 рублей, что в два — три раза превышает стоимость жилой площади в экономично запроектированных домах. — Центральный Комитет КПСС. Совет Министров СССР. Постановление от 4 ноября 1955 года № 1871 «Об устранении излишеств в проектировании и строительстве»
Во времена партийных чисток и репрессий 1950-х годов из дома исчезали целые семьи, которые были заподозрены в поддержке Лаврентия Берии. Статус остальных жильцов и уровень дома сильно снизились, в «борьбе с роскошью» стали пропадать хрустальные люстры и ковры, постепенно роскошные частные квартиры модернизировали в коммунальные:
Я однажды был в такой квартире у одноклассника, тогда они уже стали коммуналками. <...> Для меня, школьника, это был просто лабиринт.
После распада СССР и перехода к рыночной экономике большинство квартир было распродано, в настоящее время из первых владельцев в здании остались единицы. В 2014—2015 годах фасад и аркаду отреставрировали.